# Petre Dumitru
Petre Dumitru (n. 11 noiembrie 1957, Slobozia, Ialomița, România) este un halterofil român, laureat cu argint la Los Angeles 1984. 